# (3001) Michelangelo
(3001) Michelangelo est un petit astéroïde de ceinture principale qui fut découvert par Edward L. G. Bowell en 1982.
Il est nommé d'après l'artiste de la Renaissance Michel-Ange.